# Keswick
Keswick es una ciudad y un parroquia civil del distrito de Allerdale, en el condado de Cumbria (Inglaterra). 

## Población
Según el censo de 2011, la parroquia civil de Keswick tenía 4821 habitantes.